# Нижний Спасс
Нижний Спасс — деревня в Старицком районе Тверской области.

## География
Находится в южной части Тверской области на расстоянии приблизительно 9 км на восток-северо-восток от районного центра города Старица на правом берегу Волги.

## История
Деревня была отмечена как Старый Спас ещё на карте Менде, которая отражала местность в 1848—1849 годах. В 1859 году здесь (уже деревня Нижний Спас Старицкого уезда) было учтено 10 дворов.

## Население
Численность населения: 62 человека (1859), 4 (русские 100 %) в 2002 году, 15 в 2010.